# Amphipyra tetra
Amphipyra tetra là một loài bướm đêm trong họ Noctuidae.